# Картковий будинок (телесеріал, США)
«Картковий будинок» (англ. House of Cards) — американський політико-драматичний телесеріал, який розробив і спродюсував Бо Віллімон. Серіал є адаптацією мінісеріалу BBC з такою ж назвою, який базується на романі Майкла Доббса.
Увесь перший сезон дебютував 1 лютого 2013 на потоковому сервісі Netflix. Другий сезон, що складається з 13 епізодів, став доступним на сайті Netflix 13 лютого 2014 року. Четвертий сезон серіалу вийшов 4 березня 2016 року. Ще до виходу четвертого сезону, 28 січня 2016 року, Netflix продовжив серіал «Картковий будинок» на п'ятий сезон, всі 13 епізодів якого з'явилися на сайті Netflix 30 травня 2017 року. Всі епізоди 6 сезону з'явилися на Netflix 2 листопада 2018 року.
Дії «Карткового будинку» відбуваються у Вашингтоні, де демократ з п'ятого виборчого округу Південної Кароліни та «Голова фракції більшості в парламенті» Френк Андервуд (Кевін Спейсі), після відмови йому у призначенні на посаду державного секретаря, вирішує помститися тим, хто зрадив його. У головних ролях у серіалі також знялися зірки Робін Райт, Кейт Мара й Корі Столл.
Українське багатоголосе озвучення всіх 6 сезонів, починаючи з першого, створено на замовлення спільноти «Гуртом»: 1-5 сезони озвучила Студія «Гуртом», а 6 сезон озвучила студія НеЗупиняйПродакшн.

## Сюжет
| Сезон | Сезон | Епізоди | Прем'єра         |
| ----- | ----- | ------- | ---------------- |
|       | 1     | 13      | 1 лютого 2013    |
|       | 2     | 13      | 14 лютого 2014   |
|       | 3     | 13      | 27 лютого 2015   |
|       | 4     | 13      | 4 березня 2016   |
|       | 5     | 13      | 30 травня 2017   |
|       | 6     | 8       | 2 листопада 2018 |

### Перший сезон (2013)
Френсіс «Френк» Андервуд (Кевін Спейсі) є амбітним конгресменом від демократів та «координатором фракції більшості у парламенті» Палати представників США. Після його допомоги у забезпеченні виборів президенту Гарретові Вокеру (Майкл Гілл), Андервуд дізнається від голови апарату Білого дому Лінди Васкес (Сакіна Джеффрі), що чинні угоди про його призначення державним секретарем не будуть виконані. Розлючений зрадою Вокера, Андервуд і його дружина активіст-еколог Клер (Робін Райт), починають затяжну політичну війну проти Вокера. Незабаром у цю війну втягуються конгресмен Пітер Руссо (Корі Столл) і молода амбітна політична репортерка газети Вашингтон Геральд Зої Барнс (Кейт Мара).

### Другий сезон (2014)
Різке піднесення Френка на владний Олімп приносить в їхнє з Клер життя великі зміни. Його раптовий підйом призводить до появи могутніх ворогів і посилює побоювання, що його найприхованіші таємниці можуть спливти на поверхню.

### Третій сезон (2015)
Між Френком і Клер зростає напруга, а це врешті-решт призводить до того, що Клер повідомляє Френку, що збирається залишити його.

### Четвертий сезон (2016)
Президент Андервуд бореться за утримання свого спадку. Клер прагне стати чимось більшим, ніж Перша леді. Найбільша загроза для них обох — це взаємна конкуренція.

### П'ятий сезон (2017)
Ставки високі, як ніколи. Френк і Клер об'єднують зусилля, щоб зміцнити свою владу і втриматися в Білому домі за будь-яку ціну.

### Шостий сезон (2018)
Після смерті Френка, Клер стає першою жінкою-президентом Сполучених Штатів Америки. Рівень недовіри громадян зростає, і Клер стає об'єктом нескінченних погроз.

## Бюджет
За повідомленням американських ЗМІ, бюджет перших двох сезонів «Карткового будинку» склав понад 100 мільйонів доларів США.

## Головні актори й персонажі
- Кевін Спейсі — Френсіс Дж. «Френк» Андервуд, конгресмен, демократ від 5-го виборчого округу Південної Кароліни, віцепрезидент Сполучених Штатів у другому сезоні й 46-й президент Сполучених Штатів Америки в завершальному епізоді другого сезону. Абсолютно безжалісний і підступний політик, він переслідує тільки свої власні політичні цілі та маніпулює всіма навколишніми, щоб отримати авторитет і владу. Андервуд часто руйнує четверту стіну, звертаючись через екран прямо до глядача.
- Робін Райт — Клер Андервуд, дружина Френка. Часто долучається до політичних інтриг чоловіка як помічник. Вона, бо і Френк, владолюбна, у вчинках керується холодним розумом.
- Кейт Мара — Зоі Барнс, журналістка газети «The Washington Herald» (пізніше видання «Slugline»)
- Корі Столл — Пітер Руссо, конгресмен, друг Френка, алко- та наркозалежний.
- Майкл Келлі — Даг Стампер, помічник конгресмена
- Сакіна Джефрі — Лінда Васкес, голова адміністрації Білого дому
- Крістен Коннолі — Крістіна Галлагер, співробітник адміністрації Конгреса США, коханка Пітера Руссо
- Констанс Ціммер — Джанін Скорскі, журналістка газети «The Washington Herald» (пізніше видання «Slugline»)
- Коді Ферн — Шепард
- Магершала Алі — Ремі Дантон

## Україномовне озвучення
Українське багатоголосе озвучення всіх 6 сезонів, починаючи з першого, створено на замовлення спільноти «Гуртом»: 1-5 сезони озвучила Студія «Гуртом», а 6 сезон озвучила студія НеЗупиняйПродакшн.